# كتلة هوائية

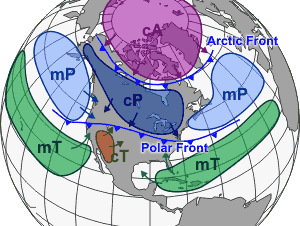

الكتلة الهوائية هي كتلة كبيرة ضخمة من الهواء فوق مساحة شاسعة لها خصائص وصفات متجانسة من حيث درجة الحرارة والرطوبة عند كل مستوى أفقي من مستوياتها. تتعرض المناطق المختلفة من العالم إلى أنماط مختلفة من حالات الطقس، كمنطقة البحر المتوسط التي تتعرض للحرارة والجفاف في فصل الصيف، بينما تتعرض للبرودة والرطوبة في فصل الشتاء، وهذه التغيرات نتيجة تحرك كتل هوائية ضخمة.

## الكتلة الهوائية ومصادرها
تتكون الكتلة الهوائية من تجمع ضخم من الهواء له خواصه المتجانسة في الإتجاه الأفقي من حيث الرطوبة والحرارة، وتمتد الكتلة الهوائية في بعض الأحيان إلى آلاف الكيلومترات أفقيا وبضعة كيلومترات رأسيا، فتسبب التأثير على منطقة ما. تنشأ الكتل الهوائية، وتكتسب صفاتها، بسبب استقرار الهواء في منطقة جغرافية ما متجانسة في صفاتها، من حيث درجة الحرارة وكمية الرطوبة. وتتميز هذه المناطق بالعديد من الميزات:
- تكون الرقعة الجغرافية واسعة ومستوية.
- سرعة الرياح تكون بها قليلة.
- تتميز بضغط جوي عالٍ، مما يساعد على استقرار الهواء بها.

و من هذه المناطق:
- المسطحات المائية كالمحيطات.
- الصحاري الواسعة كالصحراء الكبرى.
- السهول الواسعة كسهل سيبيريا.
- المسطحات الجليدية الضخمة مثل القطب الشمالي.

## خصائص الكتلة الهوائية
تتأثر خواص الكتل الهوائية بعاملين:
- مصدر الكتلة الهوائية، هي المنطقة الواسعة التي تكتسب الكتلة الهوائية خواص سطحها الملاصق لها، وبشكل عام تتكون الكتل الهوائية فوق المناطق التي تتأثر بمرتفعات جوية حيث الجو يكون أكثر استقراراً وبالتالي تصبح الكتلة الهوائية متجانسة وذات خصائص معينة.
- مسار الكتلة الهوائية، تتعرض الكتل الهوائية لبعض التغيرات في خواصها وذلك لطبيعة المسار الذي تسلكه بعد تكوينها، كأن تمر على منطقة أكثر دفئا أو أكثر برودة منها أو على منطقة أكثر أو أقل رطوبة منها، وتبدأ التغيرات في الخواص الطبيعية للكتلة الهوائية في الطبقات السفلى منها أولاً ثم تمتد رأسيا بالتدريج لتشمل الكتلة كلها. ويتوقف معدل التغير في الكتلة الهوائية أو سرعته على مدى الفرق بين الخواص الأساسية للكتلة الهوائية وخواص السطح الذي تمر فوقه.

## تصنيف الكتل الهوائية
تتميز الكتل الهوائية عن بعضها البعض برطوبتها النسبية ودرجة حرارتها، فإذا نشأت فوق اليابسة أو المسطحات الجليدية، فتكون قارية وجافة، وإذا تكونت فوق البحار والمحيطات تكون مشبعة ببخار الماء والرطوبة وقد تكون حارة أو باردة.
و تصنف الكتل الهوائية إلى 4 أنواع:

### كتلة المنطقة المتجمدة
و هي الكتلة الهوائية التي تنشأ فوق المسطحات الجليدية في القطب الشمالي والتي تنحصر بين خطي عرض (60 - 90) درجة شمالاً، ومن صفاتها:
- تكون قارية المنشأ.
- باردة وجافة جدا، حيث تقل نسبة الرطوبة فيها؛ لإنها تكونت فوق اليابسة ولم تتكون فوق المسطح المائي.
- ذات درجة حرارة منخفضة جدا.

### الكتلة القطبية
تنشأ فوق المنطقة التي تنحصر بين خطي عرض (40 - 60) درجة شمالا، وتكون شديدة البرودة، وقد يكون مصدرها قارية مثل التي تنشأ فوق سيبيريا وكندا، وهذا يجعلها جافة شديدة البرودة، أو قد تكون مصادرها من المحيط كتلك التي تنشأ فوق شمال المحيط الأطلسي والمحيط الهادئ وتكون شديدة البرودة وعالية الرطوبة خاصة في فصل الشتاء مما يسبب سقوط الأمطار.

### الكتلة المدارية
تنشأ فوق المنطقة المدارية المحصورة بين خطي عرض (15 - 35) درجة، وقد تنشأ فوق اليابسة فتكون قارية وجافة وشديدة البرودة وحارة صيفا، كما وتكون جافة ودافئة محملة بالأتربة في فصل الشتاء، مثل: الكتلة المدارية التي تنشأ فوق الصحراء الكبرى في أفريقيا وتتحرك شمالا تجاه قارة أوروبا أو شرقا نحو منطقة شرقي البحر المتوسط. أما الكتلة المدارية البحرية فتنشأ فوق المحيطات وتكون دافئة بصورة عامة، وتكون رطبة تحمل نسبة عالية من بخار الماء مما يسبب الضباب فوق البحار، وإذا ارتفع الهواء إلى أعلى يتكاثف بخار الماء فيؤدي ذلك إلى تكون السحب ويؤدي ذلك إلى سقوط الأمطار، وقد تكون مصحوبة بعواصف رعدية.

### الكتلة الاستوائية
و هي الكتلة التي تنشأ بين خطيّ عرض (15 جنوبا - 15 شمالا) حول خط الاستواء، وتكون حارة ورطبة جدا نتيجة وجود مسطحات مائية شاسعة المساحة في تلك المناطق.
و يرمز للكتل الهوائية بحرفين، الأول حرف صغير يدل على رطوبتها (قارية جافة c، أو بحرية رطبة m)، والثاني حرف كبير يدل على مصدرها وحرارتها (جليدية A، قطبية P، مدارية T، استوائية E). كما في الجدول الآتي:
| اسم الكتلة | النوع | الرمز | صفات الكتلة         |
| جليدية     | قارية | cA    | باردة جدا وجافة جدا |
| قطبية      | قارية | cP    | باردة وجافة         |
| قطبية      | بحرية | mP    | باردة ورطبة         |
| مدارية     | قارية | cT    | دافئة وجافة         |
| مدارية     | بحرية | mT    | دافئة ورطبة         |
| استوائية   | بحرية | mE    | دافئة ورطبة جدا     |

تنقسم مسارات الكتل الهوائية إما إلى مسار فوق البحار والمحيطات ويسمى مسار بحري، أو مسار فوق القارات ويسمى مسار قاري، وبالتالي تصبح الكتل الهوائية مصنفة بالشكل التالي:
| الكتلة الهوائية القطبية العالية         | Arctic Continental Air Mass، Ac   |
| الكتلة الهوائية القطبية العالية البحرية | Arctic Maritime Air Mass، Am      |
| الكتلة الهوائية القطبية القارية         | Polar Continental Air Mass، Pc    |
| الكتلة الهوائية القطبية البحرية         | Polar Maritime Air Mass، Pm       |
| الكتلة الهوائية المدارية القارية        | Tropical Continental Air Mass، Tc |
| الكتلة الهوائية المدارية البحرية        | Tropical Maritime Air Mass، Tm    |
| الكتلة الهوائية الاستوائية              | Equatorial Air Mass، E            |

### كتلة هواء بحرية
كتلة هواء بحرية هي كتلة هواء مصدرها مناطق الضغوط الجوية المرتفعة المتمركزة فوق المسطحات المائية الكبرى، كما في المحيط الأطلسي الشمالي، والهادي الشمالي الذين يشكلان مصدر الكتلة القطبية البحرية الشمالية، وكما في المحيط الجنوبي مصدر الكتلة القطبية البحرية الجنوبية، وكما هو الحال أيضاً في حجيرات الضغط المرتفع شبه المداري فوق المحيطات شبه المدارية، والتي هي مصدر الكتلة الهوائية المدارية البحرية، وتتصف كتلة الهواء البحرية، باعتدال حرارتها، ووفرة بخار الماء فيها.

## حركة الكتل الهوائية
لا تستقر الكتل الهوائية في مناطق تكونها فترة طويلة، وهذا يتيح تكوين كتل هوائية جديدة مكانها، وهي تتحرك من منطقة لأخرى نتيجة اختلاف الضغط الجوي بين هذه المناطق، وتنتقل الكتل الهوائية لمسافات كبيرة قد تصل لآلاف الكيلومترات.
و تؤثر هذه الكتل على المناطق التي تمر بها فتعمل على تغيير درجة حرارتها ورطوبتها، كما تتأثر هذه الكتل بحسب طبيعة المناطق التي وصلت إليها، لكن كون هذه الكتل ذات صخامة كبيرة جدا فإن تأثير المنطقة عليها لا يكون كبير الدرجة، أي أنه يؤثر على المناطق السفلى من الكتلة.
فعندما تمر كتلة هوائية جافة فوق مسطح مائي، فإن الرطوبة النسبية تزداد في الطبقات السفلة من الكتلة، وتصبح هذه الكتلة رطبة محملة ببخار الماء نتيجة تبخر الماء من المسطح. أما إذا مرت الكتلة فوق مسطح جاف، فإنها تبقى جافة.
و عندما تمر كتلة باردة فوق سطح دافئ، فإن الطبقة السفلى منها تسخن، ويصبح الهواء غير مستقر بسبب تسخينه من الأسفل. أما إذا مرت كتلة دافئة فوق سطح بارد، فإنها تبرد من الأسفل وتصبح طبقات الهواء السفلى من الكتلة مستقرة نتيجة التبريد.

## تعديل الكتل الهوائية
تعديل الكتل الهوائية المقصود بتعديل الكتل الهوائية؛ تلك التغيرات التي تطرأ على الكتل الهوائية أثناء تحركها بعيداً عن مناطق مصادرها، متمثلة في تغير درجة حرارتها ورطوبتها، وما يرافق ذلك من تغير في درجة استقرارها، وتتمثل التغيرات الرئيسية في:
أ) تغيرات حرارية - حركية؛ نتيجة تسخين الكتلة الهوائية من أسفلها أو تبردها من الأسفل مما يؤدي إلى قلة استقرارها في الحالة الأولى، وزيادة استقرارها في الحالة الثانية,
ب) تغيرات حركية؛ ناجمة عن الاحتكاك بسطح الأرض, أو من تصادم الكتل الهوائية بعضها ببعض.

## سطح انفصال
سطح الانفصال (Discontinuity Surface) هو السطح الفاصل بين كتلتين هوائيتين مختلفتين في صفاتهما، ومتعاكستين في اتجاههما بحيث يقود هذا التعاكس إلى تقابلهما وتصادم بعضهما ببعض - ويعرف مثل هذا السطح بالجبهة - وهو ليس سطحاً بقدر ما هو منطقة انتقال يبلغ اتساعها عشرات الكيلومترات، حيث يمكن أن يزيد اتساعها عن 100 كم، وتتصف منطقة الانتقال هذه بالتدرج السريع في درجة الحرارة والرطوبة النسبية والكثافة والضغط.

## كتلة هواء غير مستقرة
كتلة هواء غير المستقرة هي الكتلة التي تكون كثافة جزئها السفلي أقل من كثافة جزئها العلوي، مما يسبب في تحرك الهواء السفلي الأقل كثافة حركة رأسية للأعلى، وتحرك الهواء الأشد كثافة نحو الأسفل، أي نشوء حركات صاعدة وهابطة.